# Gartenskolopender

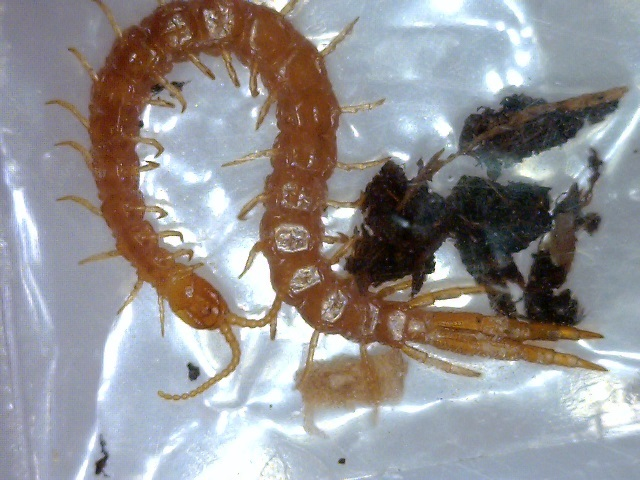
Unterseite eines Exemplars

Der Gartenskolopender (Cryptops hortensis) ist eine holarktisch verbreitete Art der Hundertfüßer. In Mitteleuropa ist er eine der drei heimischen Arten der Riesenläufer (Scolopendromorpha).

## Merkmale
Die Körperlänge beträgt 20–30 mm, die Körperbreite nur etwa 1 mm. Der hellbraune Körper weist keine Augen und 21 Beinpaare auf. Die Antennen sind nicht länger als ein Viertel der Körperlänge. In Mitteleuropa leben noch zwei weitere sehr ähnliche Arten aus der gleichen Gattung, nämlich Cryptops anomalans  und Cryptops parisi, mit denen der Gartenskolopender leicht verwechselt werden kann. Auch eine Verwechslung mit den heimischen Steinläufern ist nicht auszuschließen.

## Verbreitung und Lebensraum
Das Verbreitungsgebiet liegt in der Holarktis und hauptsächlich in Europa. Hier kommt die Art von den Pyrenäen über Frankreich, Großbritannien, Belgien, die Niederlande, Luxemburg, die Schweiz und Italien bis nach Dänemark, Schweden, Polen, Tschechien, Österreich, Slowenien und die Balkanhalbinsel inklusive Deutschland vor. Die Art ist wahrscheinlich in Osteuropa noch weiter verbreitet, da sie auch in Russland und der Ukraine lebt. In Großbritannien und Schweden lebt die Art nur im Süden, auf der Balkanhalbinsel kommt sie bis nach Griechenland vor. Außerhalb Europas kommt die Art bis in den Kaukasus, die Türkei und Zentralasien (Usbekistan, Turkmenistan, Tadschikistan) vor. Es gibt auch Berichte über Vorkommen in Marokko und Island. Eingeschleppt wurde die Art auf die Azoren, St. Helena, Hawaii und nach Nordamerika, wo die Art entlang der Westküste und der Ostküste vorkommt, vom Süden der Vereinigten Staaten bis in den Süden Kanadas. 
Der Gartenskolopender findet sich von Meeresspiegelhöhe bis in 1700 m Höhe und findet sich in Wäldern, Feldern, Gärten, Macchie und einigen anderen Lebensräumen. Hier lebt er in der Laubstreu, in den oberen Bodenschichten und unter Rinde und Steinen.

## Lebensweise
Der Gartenskolopender kann das ganze Jahr über gefunden werden. Weibchen betreiben Brutpflege und kümmern sich um die Eier und frischgeschlüpften Jungtiere. Diese werden beschützt, indem das Weibchen den Körper um den Klumpen Jungtiere rollt (mit der Rückenseite nach außen).

## Taxonomie
Die Art wurde 1810 von Edward Donovan unter dem Namen Scolopendra hortensis erstbeschrieben.

### Synonyme
Die Art wurde im Lauf der Zeit mehrfach beschrieben. Synonyme der Art lauten Cryptops savignyi Leach, 1817, Cryptops ochraceus C.L.Koch, 1863, Cryptops pallens C.L.Koch, 1863, Cryptops sylvaticus C.L.Koch, 1863, Cryptops bidenticulatus Sselivanoff, 1884, Cryptops aenariensis Verhoeff, 1943 und Cryptops diego Chamberlin, 1864.

### Unterarten
Neben der Nominatform Cryptops hortensis hortensis Donovan, 1910 gibt es noch die Unterart Cryptops hortensis atlantis Pocock, 1891.